# Klášter křižovníků strážců Božího hrobu (Zderaz)
Klášter křižovníků strážců Božího hrobu Na Zderaze, též klášter svatého Petra a Pavla Na Zderaze, klášter Na Zderaze či klášter Božehrobců je někdejší klášter-proboštství řehole svatého Augustina, respektive Křižovníci s červeným křížem. Klášter s kostelem se nacházely v lokalitě zvané Na Zderaze, mezi dnešními ulicemi Resslova, Na Zderaze, Na Zbořenci a Karlovým náměstím v Praze 2-Novém Městě. Patřil k němu dnes již neexistující kostel svatých Petra a Pavla.
Z celého objektu se dodnes dochovaly pouze barokní budova bývalého proboštství (Na Zderaze 269/4) dnes slouží potřebám ČVUT a nevelká kaple Božího hrobu, se slepými lomenými arkádami v kněžišti uvnitř nádvoří areálu (v ulici Na Zbořenci čp. 276/II). Ta je památkově chráněná od 22. 12. 1964,  celý objekt je pak chráněn jako kultuní památka od 3. 5. 1958 pod číslem 40111/1-1228.

## Historie

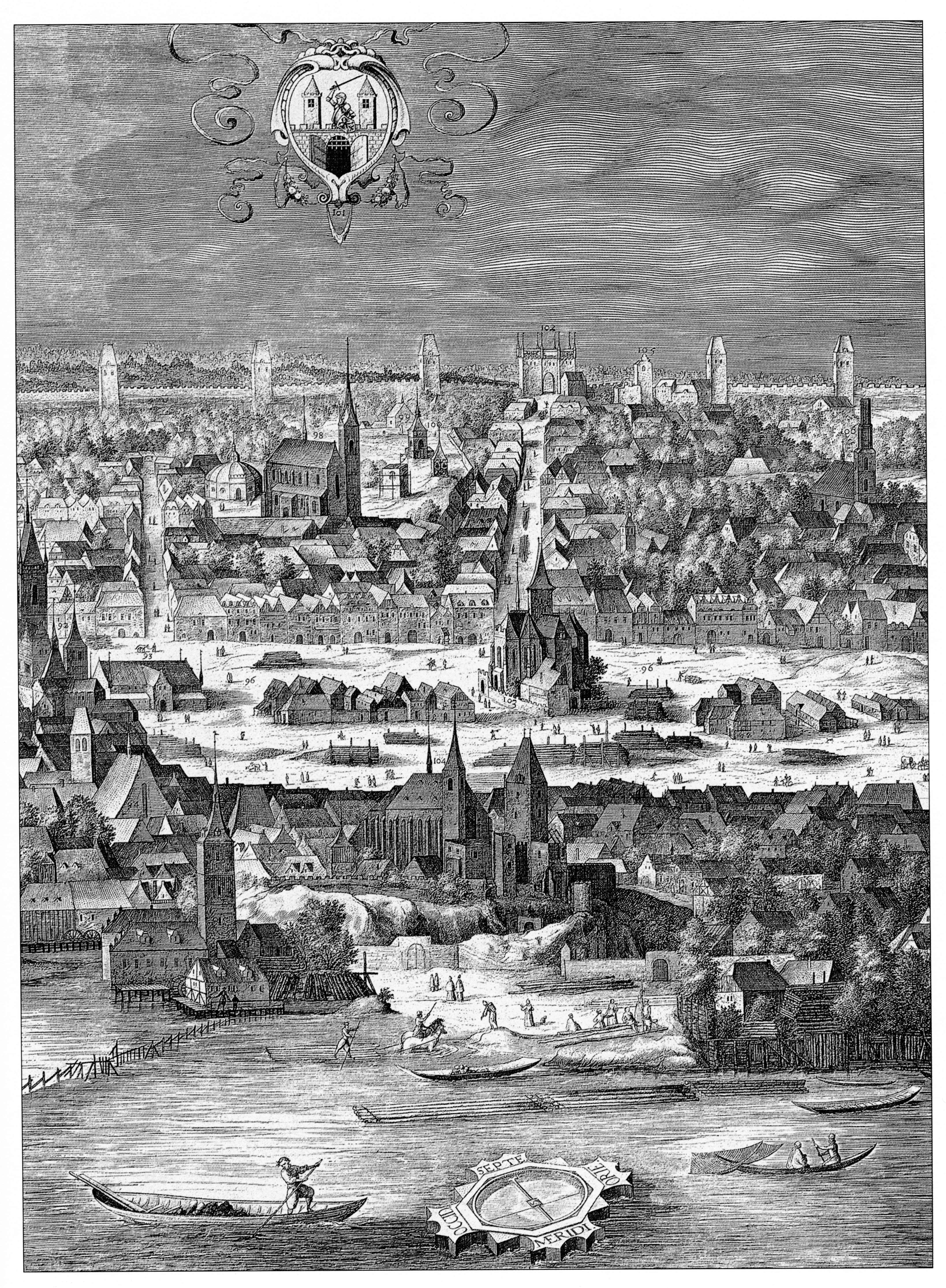
Výřez z tzv. Sadelerova prospektu, Nové Měst, vlevo u jezu věž Šítkovského mlýna, uprostřed dvojice kostelů sv. Petra a Pavla Na Zderaze a sv. Václava (v dnešní Resslově ulici), za nimi Dobytčí trh s kaplí Božího Těla uprostřed

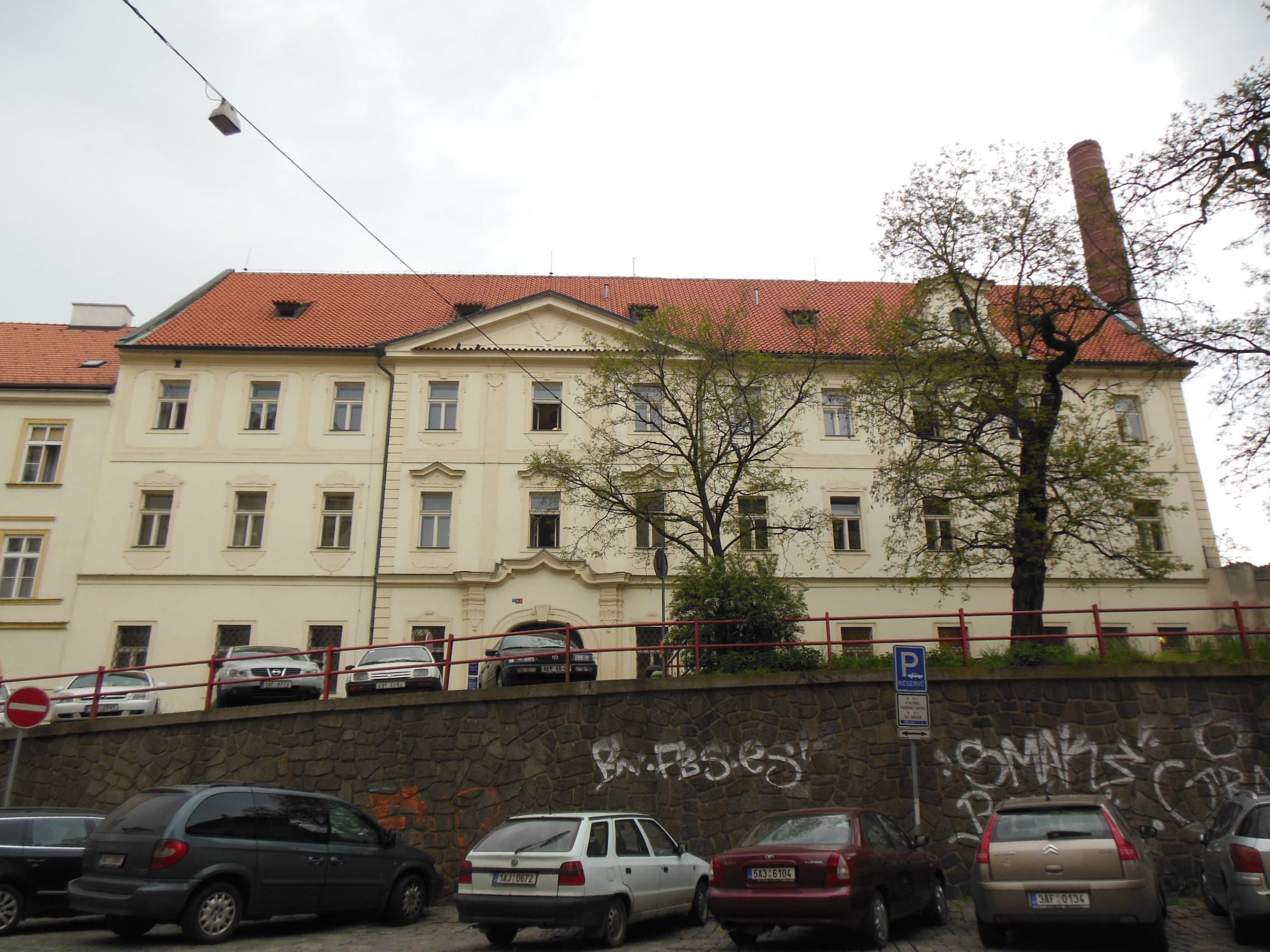
Bývalá prelatura v ulici Na Zderaze čp.269/II

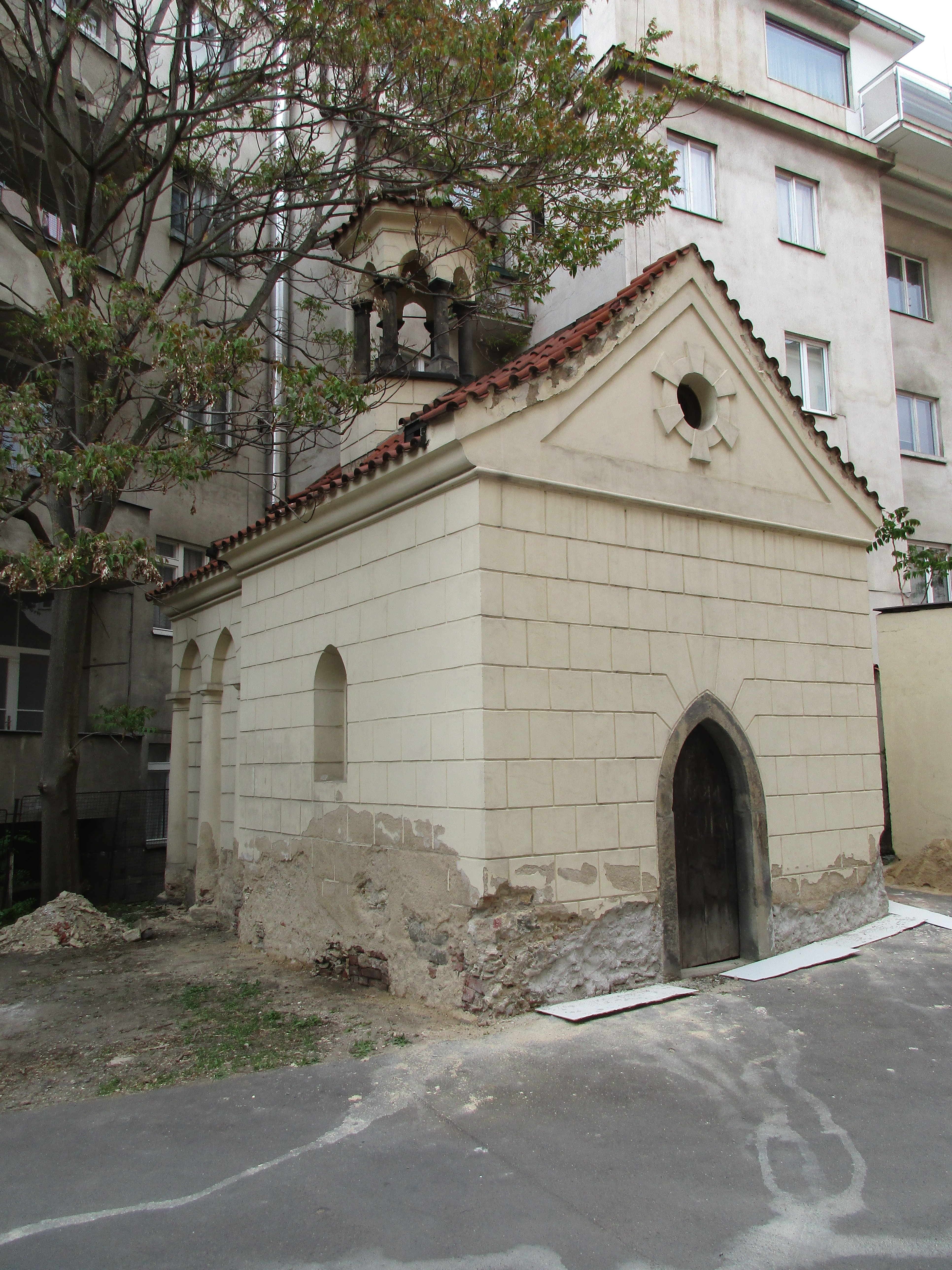
Kaple Božího hrobu

Na místě osady Zderaz, nazvané podle královského družinníka Zderada, a zmíněné poprvé k roku 1090, snad stál již vlastnický románský kostel. Velmoži Kojata a Hrabiše se po návratu ze Svaté země rozhodli roku 1188 založit zde klášter Řádu křižovníků – strážců Božího hrobu Jeruzalémského, s kostelem svatých Petra a Pavla, který pravděpodobně stál v roce 1190.
Ve druhé polovině 13. století byly přistavěny nové budovy kláštera. Rovněž byla zahájena výstavba gotického kostela s hranolovou věží v západním průčelí, jenž byl částečně vysvěcený roku 1276, nebyl však zcela dokončen ani do roku 1295, neboť se na dostavbu chrámu vybíraly odpustky. V roce 1393 výstavba pokračovala a celý areál byl organicky včleněn do okolní zástavby. Na jižní straně sousedil s klášterem augustiniánů u sv. Václava a s hrádkem krále Václava IV.
Zásadní zlom přišel za husitských nepokojů, kdy křižovnické proboštství dočasně zaniklo, obnoveno bylo roku 1440, ale nedosáhlo již dřívější popularity, obývali je pouze dva řeholníci, a proto byl klášter postoupen ženské větvi řádu v Bedřichově Světci. rozměrů.
Ke zlepšení situace řádu došlo až v období po bitvě na Bílé hoře. V té době měl konvent 84 řeholníků.
V roce 1715 byla zahájena výstavba nového, barokního kostela.
Roku 1784 byla kanonie zrušena v rámci církevních reforem císaře Josefa II. a budovy bývalého kláštera připadly náboženskému fondu, který je poskytoval jako kasárna armádě.
V roce 1898 celý komplex odkoupil Český polytechnický ústav Království českého, předchůdce dnešního Českého vysokého učení technického, který následně všechny budovy s výjimkou budovy proboštství zboural a na jejich místě byly vystavěny pro potřeby školy nové.

### Související strány
- Seznam křižovnických proboštů na Zderaze